# 陈平 (1967年)
陈平（1967年8月—），男，汉族，山东寿光人，中华人民共和国政治人物。

## 人物经历
曾担任中共菏泽市委副书记、市人民政府市长，中共枣庄市委书记、枣庄市人大常委会主任等职务。
2023年1月，当选为山东省人民政府副省长，党组成员。